# Przewłoki
Przewłoki [pronunciación en polaco: /pʂɛˈvwɔki/] (en alemán: Heinrichsthal) es un pueblo ubicado en el distrito administrativo de Gmina Dolice, dentro del Condado de Stargard, Voivodato de Pomerania Occidental, en el norte de Polonia occidental. Se encuentra aproximadamente a 11 kilómetros al noroeste de Dolice, a 10 kilómetros al sur de Stargard, y a 39 kilómetros al sureste de la capital regional Szczecin.
Antes de 1945, el área fue parte de Alemania. Para la historia de la región, véase Historia de Pomerania.